# 根戈德里

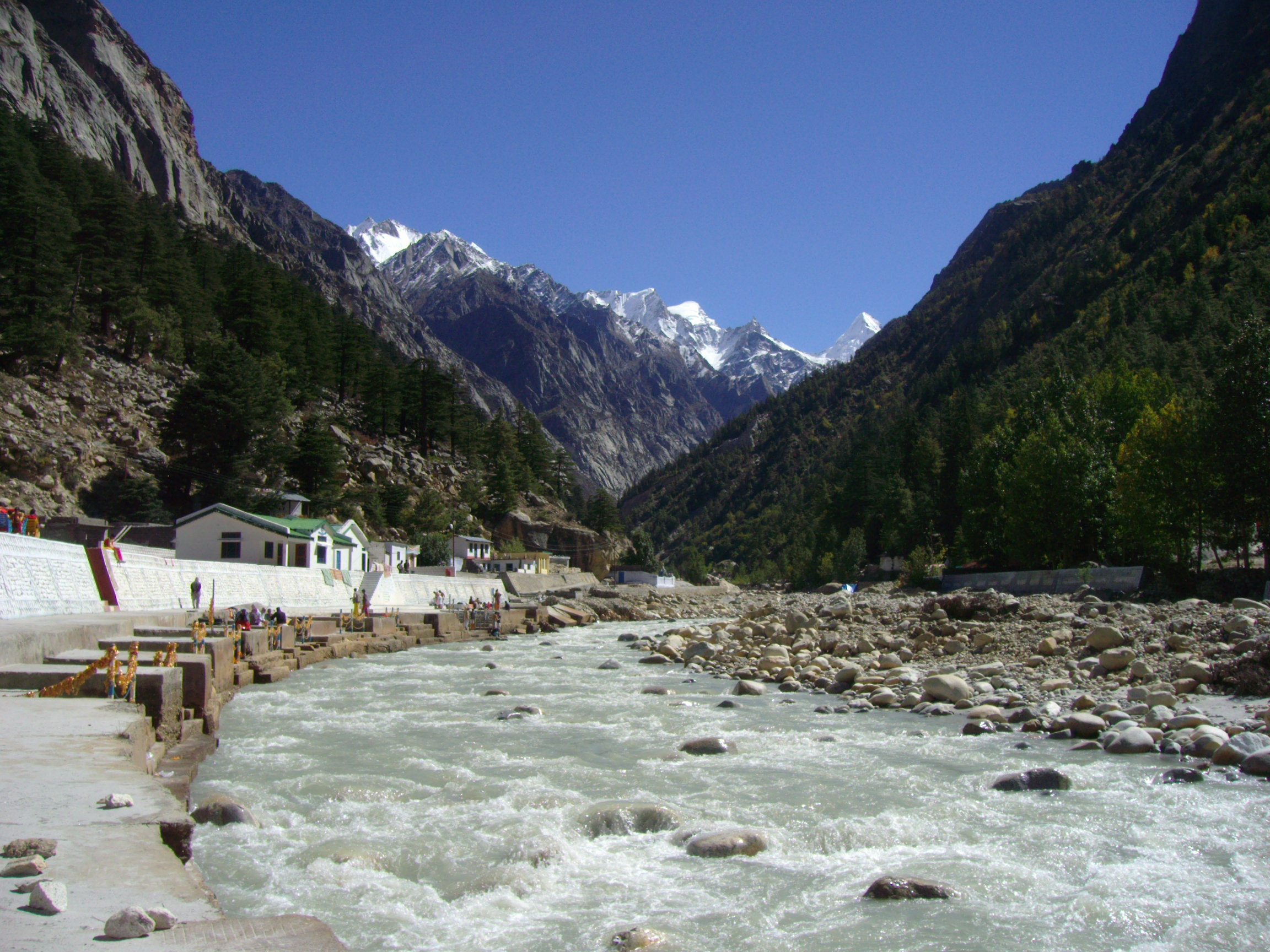
流經根戈德里的帕吉勒提河

根戈德里（Gangotri）是印度北阿坎德邦北卡什县下属的一个城镇，位于恒河上游的帕吉勒提河畔。距根戈德里18公里的高穆克（Gaumukh）是根戈德里冰川所在地，此处被认为是圣河恒河之源，是传统的印度教朝圣地。